# Leptonema stigmaticum
Leptonema stigmaticum är en nattsländeart som beskrevs av Navás 1916. Leptonema stigmaticum ingår i släktet Leptonema och familjen ryssjenattsländor. Inga underarter finns listade i Catalogue of Life.